# Yūki (Ibaraki)
Yūki è una città giapponese della prefettura di Ibaraki.